# Campeonato Mundial de Voleibol Masculino de 1990
El XII Campeonato Mundial de Voleibol Masculino se celebró en las ciudades de Río de Janeiro, Brasilia y Curitiba (Brasil) entre el 18 y el 28 de octubre de 1990 bajo la organización de la Federación Internacional de Voleibol (FIVB) y la Confederación Brasileña de Voleibol.

## Sedes
| Grupo             | Ciudad         | Instalación            |
| ----------------- | -------------- | ---------------------- |
| A y Fase final    | Río de Janeiro | Maracanazinho          |
| B y D             | Brasilia       | Gimnasio Nilson Nelson |
| C y Eliminatorias | Curitiba       | Gimnasio de Tarumã     |

## Grupos
| Grupo A        | Grupo B        | Grupo C         | Grupo D  |
| -------------- | -------------- | --------------- | -------- |
| Suecia         | Países Bajos   | Francia         | Italia   |
| Corea del Sur  | Estados Unidos | Venezuela       | Camerún  |
| Brasil         | Argentina      | Unión Soviética | Cuba     |
| Checoslovaquia | Canadá         | Japón           | Bulgaria |

## Primera fase

### Grupo A
| Equipo         | J | G | P | SG | SP | DS | PTS |
| -------------- | - | - | - | -- | -- | -- | --- |
| Brasil         | 3 | 3 | 0 | 9  | 2  | +7 | 6   |
| Suecia         | 3 | 2 | 1 | 8  | 6  | +2 | 5   |
| Checoslovaquia | 3 | 1 | 2 | 5  | 8  | -3 | 4   |
| Corea del Sur  | 3 | 0 | 3 | 3  | 9  | -6 | 3   |

- Resultados

| Fecha | Hora | Partido¹       | Partido¹ | Partido¹       | Resultado |
| ----- | ---- | -------------- | -------- | -------------- | --------- |
| 18.10 |      | Checoslovaquia | -        | Brasil         | 3-0       |
| 18.10 |      | Suecia         | -        | Corea del Sur  | 3-1       |
| 19.10 |      | Brasil         | -        | Corea del Sur  | 3-0       |
| 19.10 |      | Suecia         | -        | Checoslovaquia | 3-2       |
| 20.10 |      | Brasil         | -        | Suecia         | 3-2       |
| 20.10 |      | Checoslovaquia | -        | Corea del Sur  | 3-2       |

- (¹) – Todos en Río de Janeiro.

### Grupo B
| Equipo         | J | G | P | SG | SP | DS | PTS |
| -------------- | - | - | - | -- | -- | -- | --- |
| Argentina      | 3 | 3 | 0 | 9  | 0  | +9 | 6   |
| Países Bajos   | 3 | 2 | 1 | 6  | 3  | +3 | 5   |
| Canadá         | 3 | 1 | 2 | 3  | 7  | -4 | 4   |
| Estados Unidos | 3 | 0 | 3 | 1  | 9  | -8 | 3   |

- Resultados

| Fecha | Hora | Partido¹     | Partido¹ | Partido¹       | Resultado |
| ----- | ---- | ------------ | -------- | -------------- | --------- |
| 18.10 |      | Argentina    | -        | Canadá         | 3-0       |
| 18.10 |      | Países Bajos | -        | Estados Unidos | 3-1       |
| 19.10 |      | Canadá       | -        | Estados Unidos | 3-0       |
| 19.10 |      | Argentina    | -        | Países Bajos   | 3-0       |
| 20.10 |      | Países Bajos | -        | Canadá         | 3-0       |
| 20.10 |      | Argentina    | -        | Estados Unidos | 3-0       |

- (¹) – Todos en Brasilia.

### Grupo C
| Equipo          | J | G | P | SG | SP | DS | PTS |
| --------------- | - | - | - | -- | -- | -- | --- |
| Unión Soviética | 3 | 3 | 0 | 9  | 0  | +9 | 6   |
| Francia         | 3 | 2 | 1 | 6  | 3  | +3 | 5   |
| Japón           | 3 | 1 | 2 | 3  | 6  | -3 | 4   |
| Venezuela       | 3 | 0 | 3 | 0  | 9  | -9 | 3   |

- Resultados

| Fecha | Hora | Partido¹        | Partido¹ | Partido¹  | Resultado |
| ----- | ---- | --------------- | -------- | --------- | --------- |
| 18.10 |      | Japón           | -        | Venezuela | 3-0       |
| 18.10 |      | Unión Soviética | -        | Francia   | 3-0       |
| 19.10 |      | Unión Soviética | -        | Japón     | 3-0       |
| 19.10 |      | Francia         | -        | Venezuela | 3-0       |
| 20.10 |      | Francia         | -        | Japón     | 3-0       |
| 20.10 |      | Unión Soviética | -        | Venezuela | 3-0       |

- (¹) – Todos en Curitiba.

### Grupo D
| Equipo   | J | G | P | SG | SP | DS | PTS |
| -------- | - | - | - | -- | -- | -- | --- |
| Cuba     | 3 | 3 | 0 | 9  | 2  | +7 | 6   |
| Italia   | 3 | 2 | 1 | 6  | 4  | +2 | 5   |
| Bulgaria | 3 | 1 | 2 | 6  | 6  | 0  | 4   |
| Camerún  | 3 | 0 | 3 | 0  | 9  | -9 | 3   |

- Resultados

| Fecha | Hora | Partido¹ | Partido¹ | Partido¹ | Resultado                    |
| ----- | ---- | -------- | -------- | -------- | ---------------------------- |
| 18.10 |      | Italia   | -        | Camerún  | 3-0                          |
| 18.10 |      | Cuba     | -        | Bulgaria | 3-2                          |
| 19.10 |      | Cuba     | -        | Camerún  | 3-0                          |
| 19.10 |      | Italia   | -        | Bulgaria | 3-1                          |
| 20.10 |      | Bulgaria | -        | Camerún  | 3-0                          |
| 20.10 |      | Cuba     | -        | Italia   | 3-0 (¹) – Todos en Brasilia. |

## Fase final

### Cabezas de grupo
| Fecha | Hora | Partido¹  | Partido¹ | Partido¹        | Resultado |
| ----- | ---- | --------- | -------- | --------------- | --------- |
| 23.10 |      | Argentina | -        | Unión Soviética | 3-2       |
| 23.10 |      | Cuba      | -        | Brasil          | 3-2       |

- (¹) – Todos en Río de Janeiro.

### Serie de eliminación
| Fecha | Hora | Partido¹       | Partido¹ | Partido¹ | Resultado |
| ----- | ---- | -------------- | -------- | -------- | --------- |
| 23.10 |      | Bulgaria       | -        | Suecia   | 3-0       |
| 23.10 |      | Francia        | -        | Canadá   | 3-1       |
| 23.10 |      | Checoslovaquia | -        | Italia   | 0-3       |
| 23.10 |      | Países Bajos   | -        | Japón    | 3-0       |

- (¹) – Todos en Brasilia.

### Cuartos de final
| Fecha | Hora | Partido¹        | Partido¹ | Partido¹     | Resultado |
| ----- | ---- | --------------- | -------- | ------------ | --------- |
| 26.10 |      | Brasil          | -        | Francia      | 3-0       |
| 26.10 |      | Cuba            | -        | Países Bajos | 3-2       |
| 26.10 |      | Italia          | -        | Argentina    | 3-0       |
| 26.10 |      | Unión Soviética | -        | Bulgaria     | 3-0       |

- (¹) – Todos en Río de Janeiro.

|  | Semifinales     | Semifinales |   |                 | Final         | Final |  |
|  |                 |             |   |                 |               |       |  |
|  |                 |             |   |                 |               |       |  |
|  |                 |             |   |                 |               |       |  |
|  | Cuba            | 3           |   |                 |               |       |  |
|  | Unión Soviética | 1           |   |                 |               |       |  |
|  |                 |             |   |                 |               |       |  |
|  |                 |             |   |                 |               |       |  |
|  |                 |             |   |                 | Cuba          | 1     |  |
|  |                 | Italia      | 3 |                 |               |       |  |
|  |                 |             |   |                 |               |       |  |
|  |                 |             |   |                 |               |       |  |
|  |                 |             |   |                 | Tercer Puesto |       |  |
|  |                 |             |   |                 |               |       |  |
|  | Italia          | 3           |   | Unión Soviética | 3             |       |  |
|  | Brasil          | 2           |   |                 | Brasil        | 0     |  |

## Medallero
|        |      |                 |
| Italia | Cuba | Unión Soviética |

## Clasificación general
| 1. Italia          |
| 2. Cuba            |
| 3. Unión Soviética |
| 4. Brasil          |
| 5. Bulgaria        |
| 6. Argentina       |
| 7. Países Bajos    |
| 8. Francia         |
| 9. Checoslovaquia  |
| 10. Suecia         |
| 11. Japón          |
| 12. Canadá         |
| 13. Estados Unidos |
| 14. Corea del Sur  |
| 15. Camerún        |
| 16. Venezuela      |

| Predecesor: Francia 1986 | XII Campeonato Mundial de Voleibol Masculino 1990 | Sucesor: Grecia 1994 |

- Datos: Q932022